# Педро Хуан Гутиерес
Педро Хуан Гутиерес (на испански: Pedro Juan Gutiérrez) (роден на 27 януари 1950 в Матансас, Куба) е съвременен кубински поет, писател и журналист, който живее и твори в столицата на страната – Хавана.
Гутиерес придобива популярност през 1998 с книгата „Мръсна хаванска трилогия“, която поставя начало на цикъл от пет романа, наречен „Сентро Хавана“:
- „Мръсна хаванска трилогия“ (Trilogía sucia de La Habana) (1998) – преведена на български през 2007
- „Кралят на Хавана“ (El Rey de La Habana) (1999) – преведена на български през 2008
- „Тропическо животно“ (Animal tropical) (2000) – преведена на български през 2008
- „Ненаситният човек-паяк“ (El insaciable hombre araña) (2002)
- „Месо от куче“ (Carne de perro) (2003)

Други книги на автора са политическият роман Nuestro GG en La Habana, предисторията на героя от „Сентро Хавана“ El nido de la serpiente: Memorias del hijo del heladero и пътеписът Corazón mestizo, а също така стихосбирките Espléndidos peces plateados, La realidad rugiendo, Fuego contra los herejes, Yo y una lujuriosa negra vieja и Lulú la perdida y otros poemas de John Snake.
Романите на Гутиерес са отличени с различни награди, по-важните от които са Награда Алфонсо Гарсиа-Рамос за роман, Испания (2000) за „Тропическо животно“ и Награда Наратива Сур дел Мундо, Италия (2003) за „Месо от куче“.
Голяма част от произведенията на автора са забранени от цензурата в родината му.